# Timothy Palmer
Pour les articles homonymes, voir Palmer.
Timothy Palmer est un mécanicien, il a aussi été un charpentier et un architecte autodidacte puis un constructeur de ponts américain né à Rowley (Massachusetts), le 22 août 1751, et mort à Newburyport le 19 décembre 1821 .
Il fait partie de la première génération de constructeurs de ponts en bois permettant de franchir des fleuves ou des rivières importantes aux États-Unis avec Theodore Burr et Lewis Wernwag, ainsi que d'autres moins connus comme le colonel Enoch Hale (1743-1780), Moody Spofford (1744-1828), Jocob Spofford (1755-1812), Samuel Sewall Jr. (1724-1815), Lemuel Cox (1736-1806), William Weston (1763-1833).

## Biographie
Il est le fils de John Palmer et Mary Cressy.
Il a d'abord été apprenti chez Daniel Spofford, un architecte local et un mécanicien qui a construit des églises et de maisons communes. Timothy Palmer a participé à la guerre d'indépendance des États-Unis. Il a été un des Minutemen qui ont marché sur Concord le 16 avril 1775. Il a été membre de la milice locale et a participé à la bataille de Bunker Hill.
Après la guerre, il a commencé une carrière d'architecte en construisant des maisons communes.
Il change d'orientation en 1791 en se lançant dans la conception et la construction de ponts. Il a construit en 1792 l' Essex-Merrimack Bridge pour franchir le Merrimack à Deer Island près de Newburyport. Ce pont était en deux parties indépendantes composées chacune d'une arche en treillis ayant un appui sur une île au milieu du fleuve. La partie du pont située côté Newburyport a été remplacée en 1812 par un pont suspendu construit par John Templeman. L'autre partie du pont, côté Salisbury, est restée en service pendant plus d'un siècle. Ce pont a servi d'exemple à de nombreux ponts américains en bois. 
En 1793, Timothy Palmer a construit un autre pont sur le même fleuve, à Andover. Il a été reconstruit en 1803.
Il a construit le Piscatauqua Bridge en 1794. Ce pont avait une longueur de 720 m de long. La même année il a réalisé un pont à Haverhill comprenant trois arches de 54,9 m de portée.

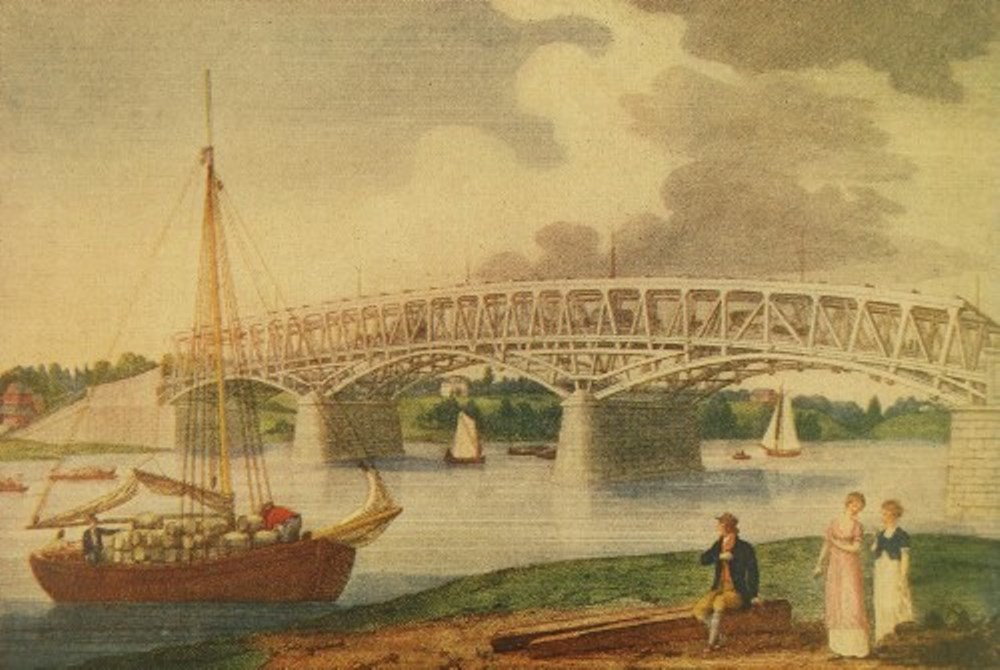
Permanent Bridge ou High Street Bridge, par William Birch (1805)

Il construit un pont franchissant le Potomac à Georgetown en 1796.
Son pont le plus connu est le pont couvert appelé Permanent Bridge construit à Philadelphie, construit entre 1804 et 1806, pour franchir la rivière Schuylkill. Il comprend trois arches en treillis ayant des ouvertures de 45,7 m placées de part et d'autre d'une arche de 59,4 m d'ouverture. La largeur du pont était de 12,80 m. La superstructure du pont a été changée en 1830.
Timothy Palmer a terminé en 1805 le pont au-dessus du Delaware à Easton.
Après la construction de ce pont, Timothy Palmer est retourné à Newburyport où il séjourné jusqu'à sa mort et travaillé comme inspecteur des routes.

## Brevet
Il a été le quatrième américain à obtenir un brevet sur l'amélioration de la construction des ponts en charpente, en 1797. C'est le premier brevet déposé sur une poutre-treillis. Malheureusement, l'original du brevet a disparu dans l'incendie du Patent Office, le 15 décembre 1836.